# Farina fossile
La farina fossile (o sabbia di diatomee o terra diatomacea o diatomite o kieselgur) è una roccia silicea sedimentaria di origine organica ed è il residuo fossile di microscopiche alghe della famiglia delle diatomee.
Si forma in ambiente lacustre o marino, dalla sedimentazione sul fondo dei gusci silicei delle diatomee, a cui in ambiente marino possono essere più o meno mescolati quelli dei foraminiferi (calcarei). A seconda dell'ambiente di deposizione, si possono ottenere la farina fossile (formatasi in ambiente lacustre, solo dalle diatomee) o i tripoli (ambiente marino, dalle diatomee e dai foraminiferi).
La composizione chimica vede una elevata percentuale di carbonato di calcio e diossido di silicio, dipendentemente dalla collocazione geografica e della storia geologica del suddetto residuo.

## Utilizzi
Il suo alto potere imbibente ne permette un larghissimo uso in campo scientifico e tecnico; due importanti esempi sono nella produzione della dinamite e in particolari analisi di tipo cromatografico per le quali ne vengono usate varianti caratterizzate da minime dimensioni delle particelle ed elevata purezza in silicati.
Nei laboratori clinici viene utilizzata nel test di tromboplastina parziale attivata, per valutare la funzionalità di alcune componenti della cascata della coagulazione.
Viene usata anche in enologia durante la filtrazione come coadiuvante nonché come mezzo filtrante in diverse applicazioni (ad esempio per l'acqua potabile).
Utilizzata in agricoltura, come tecnica dell'aridocoltura, in funzione di anti-traspirante per aumentare la riflessione della radiazione solare da parte delle superfici della pianta, diminuendo in questo modo il calore ricevuto e quindi la traspirazione.